# グループこまどり
グループこまどりは、1948年から2003年まで存在した声優プロダクション。1980年代までは「劇団こまどり」の名称で、児童劇団として活動していた。

## 概要
1948年、武田菱一によって児童劇団「劇団こまどり」として設立。その後、代表となった西村サエ子が学業と仕事を両立できるよう所属する子に配慮をした結果、拘束時間の少ない声優の仕事が多く入るようになる。
1980年代後半に団員募集を停止。解散する予定だったが、その前後で所属する子役の多くが声優として売れっ子になったため、西村による「子どもたちが大きくなるまでは面倒を」との判断で活動を継続。この事情から、同時期に団体名を「グループこまどり」に改称、活動を声優分野に特化していった。これ以降に所属したのは、知人の縁で面接し入団となった坂本真綾だけであった。
1993年、所属者全員を対象にしたオフィシャルファンクラブ「L'AMBITION（ラムビション）」が設立され、ファンクラブイベントも行われた。運営は株式会社ケイオーエックスラジオが行った。
2003年3月、代表の西村が「（所属者に）それぞれの目的が見えてきた」「次の大きなステップへとそれぞれ駒を進めさせたい」と考えたことで引退を決め、それに伴い解散した。当時所属していたメンバーは引退および他の事務所へ移籍となり、ファンクラブも同時期に閉鎖となった。
2018年、坂本真綾が同じ事務所であった浪川大輔に公式ファンクラブと同じ「L'AMBITION」と言う楽曲の歌詞を提供した。
代表を務めた西村サエ子はマネージャーも兼任。所属者に対しては家族のような付き合いで様々なことを教えたといい、坂本真綾は「第二の母であり師匠」と語っている。

## 歴代の所属者
- 弘田三枝子
- 鮎ゆうき（元宝塚歌劇団雪組トップ娘役、現所属：トライベッカGT-Z.）- 星野美樹子 名義で所属
- 火野正平（俳優、歌手。現所属：シーズ・マネージメント。2024年に死去）
- 河合亞美（旧名：河合亜美、現所属：サティスファクション）
- キミー・スズキ（Kimmy Suzuki、スタントウーマン）
- 剛たつひと
- 志垣太郎（オスカープロモーションに移籍。2022年に死去）
- 直江喜一
- 森川正太（死去）
- 香山美子
- 加藤弘（引退）
- 西川和孝（引退）
- 李麗仙
- 浦川麗子

### 声優
- 愛河里花子（現所属：アトミックモンキー）
- 池田秀一（現所属：東京俳優生活協同組合）
- 石井邦和
- 岩田光央（現所属：青二プロダクション）
- 菊池英博（現所属：プロダクション東京ドラマハウス）
- 熊谷誠二
- 合野琢真（引退）
- 小宮山清
- 渋沢詩子
- 玉川砂記子（旧名：玉川紗己子、現所属：シグマ・セブン）
- 冨永みーな（現所属：東京俳優生活協同組合）
- 鳥海勝美（現所属：ぷろだくしょんバオバブ）
- 永久勲雄（引退）
- 難波克弘（引退）
- 長谷有洋（プロダクション・エムスリー、シグマクラブに移籍後死去）
- 平野文（現所属：青二プロダクション）
- 渕崎ゆり子（現所属：リマックス）
- 細井重之
- 松田辰也（現所属：ムーブマン）
- 三田ゆう子（現所属：青二プロダクション）
- 皆口裕子（現所属：青二プロダクション）
- 武藤礼子（青二プロダクションに移籍後死去）
- 吉田理保子（声優業は引退）

### 解散時点での所属者
- 笠原弘子（現所属：尾木プロ THE NEXT）
- 藤枝成子
- 浪川大輔（現所属：ステイラック）
- 日野聡（現所属：アクセルワン）
- 佐藤多美
- 坂本真綾（現所属：フォーチュレスト）